# Стовпинський заказник
Стовпинський — лісовий заказник місцевого значення. Об'єкт розташований на території Олевського району Житомирської області, ДП «Білокоровицьке ЛГ», Жубровицьке лісництво, кв. 3, вид. 34; кв. 11, вид. 3, 12.
Площа — 67,1 га, статус отриманий у 1991 році.